# Michael Sars

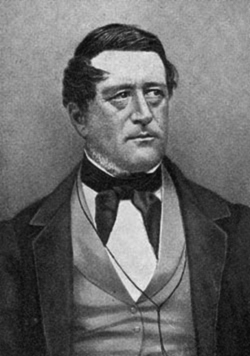
Michael Sars

Michael Sars (* 30. August 1805 in Bergen, Norwegen; † 22. Oktober 1869 in Christiania, Norwegen) war ein norwegischer Geistlicher und Biologe. 
Er verfasste zahlreiche Erstbeschreibungen von Hydrozoen und anderen Meerestieren und war einer der ersten Zoologen, die neben den äußeren Merkmalen auch die Lebensweise der Tiere beobachtete und festhielt. 1850 widerlegte er durch Dredschzüge in norwegischen Fjorden und vor den Lofoten die Abyssus-Theorie des englischen Zoologen Edward Forbes, der zufolge unterhalb einer Wassertiefe von etwa 500 Metern kein Leben möglich sei.
Er ist der Vater des Meeresbiologen Georg Ossian Sars, des Historikers Ernst Sars und der Sängerin Mally Lammers (1850–1929), die mit dem Komponisten und Opernsänger Thorvald Lammers verheiratet war. Seine Tochter Eva (1858–1907) war die Ehefrau Fridtjof Nansens.
Sars war seit dem 26. Juli 1855 korrespondierendes Mitglied der Königlichen Akademie der Wissenschaften zu Berlin. Im Jahr 1860 wurde er zum Mitglied der Leopoldina gewählt.

## Schriften (Auswahl)
- Michael Sars: Fauna littoralis Norwegiae. Johann Dahl, Christiana 1846.
- Michael Sars und Georg Ossian Sars: Bidrag til kundskab om Christianiafjordens fauna. Johann Dahl, Christiania 1868 (Bd. 1), 1870 (Bd. 2), 1873 (Bd. 3) (dänisch)